# Johannes Blaskowitz
Johannes Albrecht Blaskowitz (n. 10 iulie 1883, Bolshaya Polyana⁠(d), Gvardeysky District⁠(d), Kaliningrad, Rusia – d. 5 februarie 1948, Palace of Justice⁠(d), Bizone⁠(d), Germania) a fost un general german din timpul celui de-al Doilea Război Mondial.
A fost decorat cu Crucea de Cavaler al Crucii de Fier cu frunze de stejar și spade. După război, fiind acuzat de crime de război, în cadrul Proceselor de la Nürnberg, s-a sinucis la 5 februarie 1948. Ulterior, a fost achitat de toate acuzațiile aduse.